# Huize 't Stort
Huize 't Stort is een in 1903 gebouwde buitenplaats in Maarn.
Rond 1900 werden op de Utrechtse Heuvelrug vele buitenplaatsen gebouwd. Daniël David Stuten kocht in 1901 het stuk grond van Huize 't Stort van Lagerwey uit Woudenberg. Het huis werd direct aan de spoorlijn Amsterdam - Elten gebouwd.
In 1906 volgde een verbouwing naar het ontwerp van de architect B.C. Hamer en werd het huis verhuurd aan Willem Hendrik de Beaufort, zoon van Willem Hendrik de Beaufort, de eigenaar van het ernaast gelegen landgoed Henschoten. Zo werd in 1906 de linkervleugel aangebouwd. In 1916 kocht S.P. van Eeghen het huis voor zijn dochter, Ada Wilhelmina, de vrouw van W.H. de Beaufort. Er werden een nieuwe keuken en bijkeuken met slaapkamers gebouwd. Er volgden nadien nog vele kleine verbouwingen. In 1937 vond de laatste grote verbouwing plaats, namelijk de aanbouw van een eetzaal aan de noordzijde door de architecten C. Bos en D. Jansen. Na 1975 kreeg het huis een functie als kantoor. 
De tuin van de villa kenmerkt zich door de schapenweide, grote vijver en het Zwitserse tuinontwerp. Tuin, villa, schuur annex hondenhok en het koetshuis zijn alle beschermd als rijksmonument.